# Fuktspindlar
Fuktspindlar (Robertus) är ett släkte av spindlar som beskrevs av Octavius Pickard-Cambridge 1879.
Fuktspindlar ingår i familjen klotspindlar.

## Dottertaxa till fuktspindlar, i alfabetisk ordning[1][2]
- Robertus alpinus
- Robertus arcticus
- Robertus arundineti
- Robertus banksi
- Robertus borealis
- Robertus calidus
- Robertus cantabricus
- Robertus cardesensis
- Robertus crosbyi
- Robertus emeishanensis
- Robertus eremophilus
- Robertus floridensis
- Robertus frivaldszkyi
- Robertus frontatus
- Robertus fuscus
- Robertus golovatchi
- Robertus heydemanni
- Robertus insignis
- Robertus kastoni
- Robertus kuehnae
- Robertus laticeps
- Robertus lividus
- Robertus longipalpus
- Robertus lyrifer
- Robertus mazaurici
- Robertus mediterraneus
- Robertus monticola
- Robertus naejangensis
- Robertus neglectus
- Robertus nipponicus
- Robertus nojimai
- Robertus ogatai
- Robertus potanini
- Robertus pumilus
- Robertus riparius
- Robertus saitoi
- Robertus scoticus
- Robertus sibiricus
- Robertus similis
- Robertus spinifer
- Robertus truncorum
- Robertus ungulatus
- Robertus ussuricus
- Robertus vigerens